# Långlöts socken
Långlöts socken på Öland ingick i Runstens härad, uppgick 1969 i Borgholms stad och området ingår sedan 1971 i Borgholms kommun och motsvarar från 2016 Långlöts distrikt i Kalmar län.
Socknens areal är 28,36 kvadratkilometer, varav land 28,34. År 2000 fanns här 197 invånare. Kyrkbyn Långlöt med sockenkyrkan Långlöts kyrka ligger i socknen. 

## Administrativ historik
Långlöts kyrka äldsta kyrkan har genom C-14 dateringar kunnat dateras till 1120-talet. Sekundärt återanvänt virke, som antas härstamma från en äldre träkyrka har C-14 daterats till före 1080. I skriftliga dokument omtalas socknen första gången i ett odaterat brev från omkring 1320 och ett daterat från 1346.
Vid kommunreformen 1862 övergick socknens ansvar för de kyrkliga frågorna till Långlöts församling och för de borgerliga frågorna till Långlöts landskommun. Denna senare uppgick 1952 i Gärdslösa landskommun och uppgick 1969 i Borgholms stad, från 1971 Borgholms kommun. Församlingen uppgick 2006 i Gärdslösa, Långlöt och Runstens församling.
1 januari 2016 inrättades distriktet Långlöt, med samma omfattning som församlingen hade 1999/2000.
Socknen har tillhört samma fögderier och domsagor som Runstens härad. De indelta båtsmännen tillhörde 1:a Ölands båtsmankompani.

## Geografi
Långlöts socken ligger vid östra kusten av mellersta Öland. Socknen består av odlingsbygd i öster med lövskogsdungar och alvarsmark i väster.
I Långlöts socken finns radbyn Himmelsberga, förvaltad av Ölands museum.

## Fornminnen

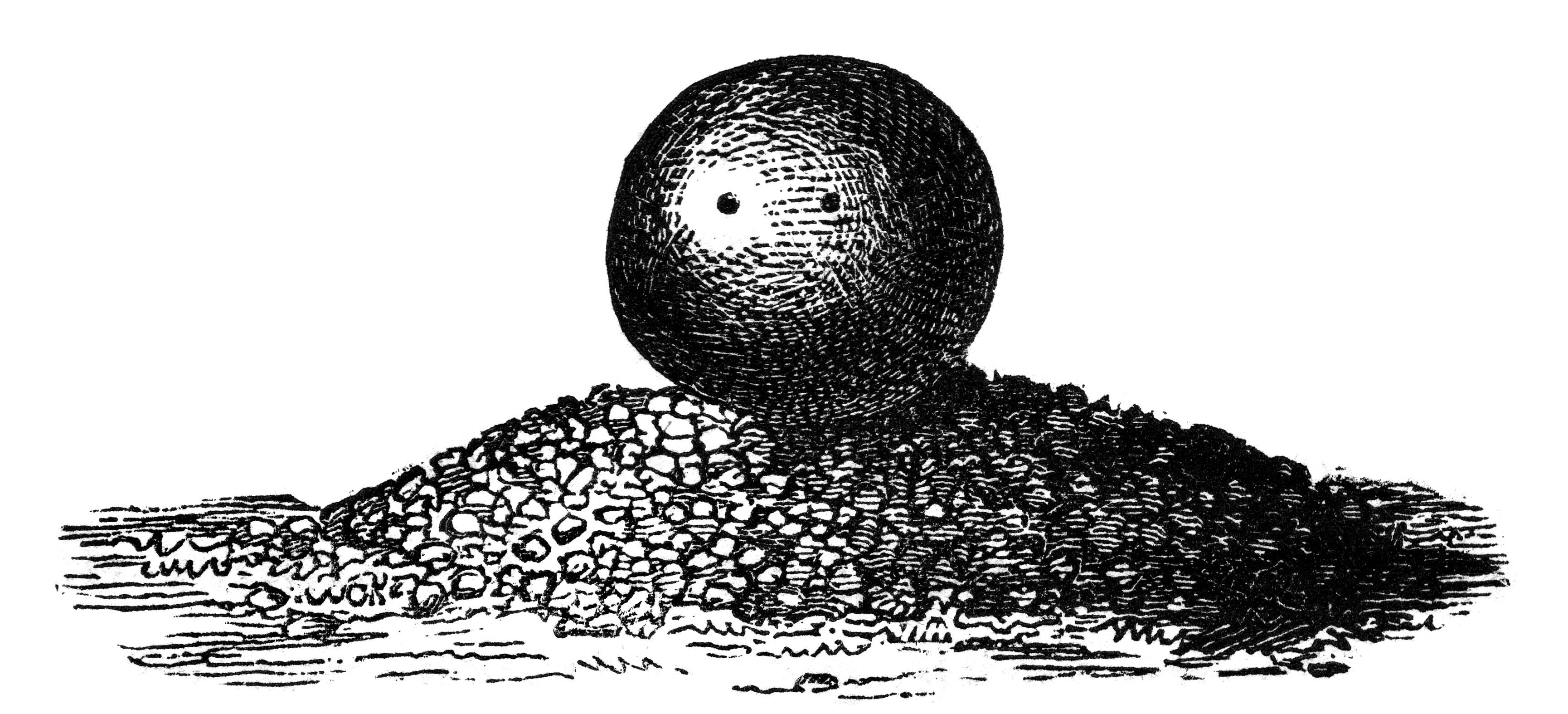
Den så kallade Kroppkakan i Folkeslunda i Långlöts socken.
Illustration ur Wärend och wirdarne (1864).

Bland de spridda järnåldersgravarna och gravfälten finns en stor stensättning med gravklot vid Folkeslunda. Vid fornborgen Ismantorps borg har 88 husgrunder påträffats.

## Namnet
Namnet (1283 Langalööt), taget från kyrkbyn, består av förledet lång och efterledet löt (luta), sluttning.

## Befolkningsutveckling
| Befolkningsutvecklingen i Långlöts socken 1750–1990                                                     | Befolkningsutvecklingen i Långlöts socken 1750–1990 | Befolkningsutvecklingen i Långlöts socken 1750–1990 | Befolkningsutvecklingen i Långlöts socken 1750–1990 | Befolkningsutvecklingen i Långlöts socken 1750–1990 |
| --- | --------------------------------------------------- | --------------------------------------------------- | --------------------------------------------------- | --------------------------------------------------- |
| |                                                     |                                                     |                                                     |                                                     |
| År |                                                     |                                                     | Folkmängd                                           |                                                     |
| 1750 | 1750                                                |                                                     | 422                                                 |                                                     |
| 1760 | 1760                                                |                                                     | 489                                                 |                                                     |
| 1769 | 1769                                                |                                                     | 502                                                 |                                                     |
| 1780 | 1780                                                |                                                     | 438                                                 |                                                     |
| 1790 | 1790                                                |                                                     | 445                                                 |                                                     |
| 1800 | 1800                                                |                                                     | 470                                                 |                                                     |
| 1810 | 1810                                                |                                                     | 509                                                 |                                                     |
| 1820 | 1820                                                |                                                     | 514                                                 |                                                     |
| 1830 | 1830                                                |                                                     | 553                                                 |                                                     |
| 1840 | 1840                                                |                                                     | 585                                                 |                                                     |
| 1850 | 1850                                                |                                                     | 616                                                 |                                                     |
| 1860 | 1860                                                |                                                     | 612                                                 |                                                     |
| 1870 | 1870                                                |                                                     | 687                                                 |                                                     |
| 1880 | 1880                                                |                                                     | 660                                                 |                                                     |
| 1890 | 1890                                                |                                                     | 585                                                 |                                                     |
| 1900 | 1900                                                |                                                     | 499                                                 |                                                     |
| 1910 | 1910                                                |                                                     | 455                                                 |                                                     |
| 1920 | 1920                                                |                                                     | 384                                                 |                                                     |
| 1930 | 1930                                                |                                                     | 365                                                 |                                                     |
| 1940 | 1940                                                |                                                     | 383                                                 |                                                     |
| 1950 | 1950                                                |                                                     | 351                                                 |                                                     |
| 1960 | 1960                                                |                                                     | 312                                                 |                                                     |
| 1970 | 1970                                                |                                                     | 244                                                 |                                                     |
| 1980 | 1980                                                |                                                     | 248                                                 |                                                     |
| 1990 | 1990                                                |                                                     | 243                                                 |                                                     |
| Anm: Källor: Umeå universitet - Tabellverket 1749-1859, Demografiska databasen, CEDAR, Umeå universitet |                                                     |                                                     |                                                     |                                                     |